# Tomasz Łaszkiewicz
Tomasz Łaszkiewicz (ur. 1971) – polski historyk, profesor w Instytucie Historii Polskiej Akademii Nauk.

## Życiorys
Studia magisterskie ukończył w 1995 na Uniwersytecie Mikołaja Kopernika w Toruniu. Stopień doktora nauk humanistycznych uzyskał w 2000 na podstawie dysertacji pt. Mniejszości narodowe na Kujawach Zachodnich i Pałukach w okresie międzywojennym (1919-1939) (promotor: prof. dr hab. Mieczysław Wojciechowski), a w 2014 otrzymał stopień doktora habilitowanego nauk humanistycznych na podstawie rozprawy pt. Ziemiaństwo na Pomorzu w okresie dwudziestolecia międzywojennego – w perspektywie codzienności.
Pracuje w Pracowni Historii Pomorza i Krajów Bałtyckich Instytutu Historii PAN, od 2016 na stanowisku profesora. Jest redaktorem czasopisma „Ziemia Kujawska”.
Jego zainteresowania koncentrują się wokół dziejów społeczno-politycznych XX wieku, życia codziennego tego okresu, działalności ziemiaństwa i mniejszości narodowych, a także historii Pomorza, Kujaw i Wielkopolski.

## Wybrane publikacje
- Ziemiaństwo na Pomorzu w okresie dwudziestolecia międzywojennego – w perspektywie codzienności, 2013, ISBN 978-83-932403-4-0.
- Pół wieku Polskiego Towarzystwa Historycznego w Inowrocławiu 1956-2006, 2006, ISBN 83-922152-2-2.
- Mniejszości narodowe na Kujawach Zachodnich i Pałukach w okresie międzywojennym (1919-1939), 2002, ISBN 83-918352-4-3.
- Żydzi w Inowrocławiu w okresie międzywojennym (1919-1939), 1997, ISBN 83-906535-2-4[3]